# Мислиня
Мислиня (словен. Mislinja) — поселення в общині Мислиня, Регіон Корошка, Словенія. Висота над рівнем моря: 598 м.